# Martin Fronc
Martin Fronc (* 28. listopadu 1947, Košice, Československo) je slovenský politik a vysokoškolský učitel, poslanec Národní rady Slovenské republiky, místopředseda KDH a bývalý ministr školství Slovenské republiky.
Martin Fronc je ženatý a má tři děti.

## Profesionální kariéra
- od 1971 – absolvoval Přírodovědeckou fakultu Univerzity Komenského v Bratislavě, obor numerická matematika
- 1971 – Katedra matematických metod VŠDS v Žilině
- 1979 – získal vědeckou hodnost kandidáta věd
- 1980 – 1982 – místopředseda Rady vysokých škol
- 1984 – byl jmenován docentem

## Stranická kariéra
- 1990 – člen slovenského Kresťanskodemokratického hnutí (KDH)
- prosinec 2000 – člen předsednictva KDH

## Politická kariéra
- 1998 – byl zvolen poslancem Národní rady Slovenské republiky za SDK
- listopad 1998 – 9. října 2002 – státní tajemník Ministerstva školství Slovenské republiky
- 2002 – byl zvolen poslancem NR SR za KDH, poslanecký mandát neuplatnil, protože se stal členem vlády Slovenské republiky
- 16. října 2002 – 8. února 2006 – ministr školství Slovenské republiky
- 8. února 2006 – uplatnil svůj poslanecký mandát v Národní radě Slovenské republiky
- 2006 – byl znovuzvolen poslancem NR SR za KDH, svůj mandát uplatnil